# Colehill

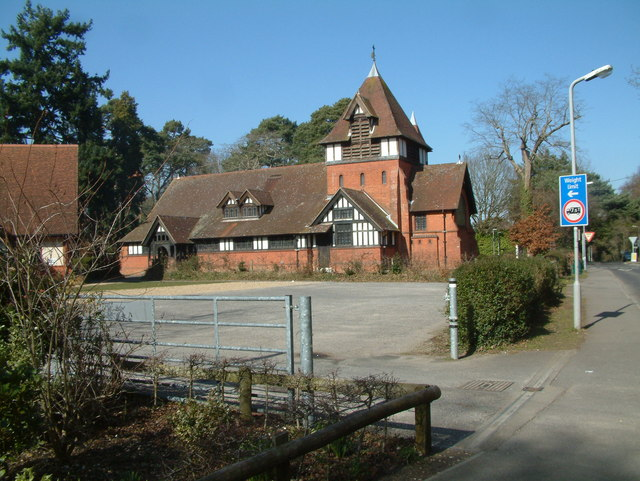
L'église Saint-Michel et tous les anges, Colehill, Dorset.

Colehill est une paroisse voisine de Wimborne Minster, dans le Dorset, en Angleterre, avec une population de 7 000 habitants (2001) légère baisse à 6 927 habitant au recensement de 2011 .

## Histoire
Le nom Colehill est né en 1431 sous le nom de Colhulle, devenant Colhill en 1518 et Collehill en 1547, mais les origines de Colehill en tant que colonie sont bien antérieures à cela.
Six tumulus ronds, que l'on peut encore voir, montrent que les gens vivaient ici dès 2000 av J.C. La rivière Stour aurait été navigable et il existe des preuves que dans environ 500 avant J.C., des peuples d'Europe continentale peuplaient le sud-ouest, apportant avec eux la culture du début de l'âge du fer. Des fortifications à Hengistbury Head et d'autres forts à l'intérieur des terres ont alors été établies.
Une partie des pistes survivent, parallèles à la rivière du fort côtier à des emplacements modernes tels que Parley et Stapehill jusqu'aux anneaux de Badbury. Il est très probable que la ligne de Middlehill Road dérive de l'une de ces toutes premières pistes.
Plus tard à l'époque romaine, Wimborne s'est développé comme un important centre commercial sur la rivière Stour, et comme une jonction pour d'autres pistes de Poole à Badbury Rings et à Salisbury. Une autre voie rayonnant vers l'est a peut-être tracé la ligne de ce qui allait devenir à l'époque moderne l'A31. Les ponts ont remplacé les gués (Canford) vers 100 apr. J.-C.
Il s'ensuivit alors l'invasion saxonne et la formation du royaume de Wessex. L'agriculture s'est installée et avec elle le défrichement de quelques petites parcelles sur les pentes ensoleillées des landes autour de Colehill. Au fil des siècles, les fermes se sont développées jusqu'à ce que, sous l'impulsion des Inclosure Acts (1750 à 1860), elles soient regroupées dans les domaines que nous connaissons aujourd'hui - les domaines de Kingston Lacy, Hanham et Uddens.

## Colehill aujourd'hui
À Colehill, il y a deux premières écoles : Colehill First School et Hayeswood First School, et une école primaire, St Catherine's RC Primary School & Kindergarten. Le collège est St Michael's, et il y a une école privée, Dumpton's. La salle publique principale est la grande salle commémorative et à proximité se trouve la bibliothèque communautaire qui a rouvert ses portes en février 2013. Il est maintenant géré par des bénévoles avec un certain soutien du Dorset County Council de l'époque et de son successeur, le Dorset Council. Colehill possède une pharmacie, un salon de coiffure et trois bureaux de poste et des dépanneurs.
Un plan paroissial pour Colehill a été publié en 2008. Bon nombre des actions prévues ont été mises en œuvre, notamment la bibliothèque communautaire mentionnée ci-dessus. Un site Internet a été publié en novembre 2008 ; il est mis à jour régulièrement  et toutes les organisations locales sont encouragées à y contribuer. Colehill apparaît sur Twitter et Facebook. L'apaisement de la circulation sur Middlehill Road a été introduit et le principal rond-point de l'A31 à Canford Bottom a été repensé. Une initiative paroissiale a réussi à reconstruire le Reef en tant que centre de jeunesse et communautaire pour les habitants de Colehill et Wimborne. Plus de 500 000 £ ont été collectés localement et l'aide apportée par le conseil de district d'East Dorset. Le bâtiment a été achevé en 2016 et est pleinement utilisé et les activités continuent de se développer.
Il y a quelques maisons à Colehill datant des années 1860 et une expansion rapide a eu lieu au 20e siècle. La population est passée de 1 786 habitants en 1951 à 5 370 habitants en 1971. Plusieurs grands domaines de maisons familiales modernes ont été construits et il y a beaucoup de constructions intercalaires. L'église paroissiale, l'église d'Angleterre, est St Michaels and All Angels. Il a été conçu par Caröe en 1893 et est une construction moitié brique et moitié bois dans le style Arts and Crafts. À proximité du monument aux morts au centre du village se trouvent les Triangle Woods qui ont le statut de village vert. Il y a des zones de terres communes, un terrain de loisirs à Oliver's Park et une réserve naturelle locale à Leigh Common. La région est bien boisée et la plantation locale de la Commission forestière à Cannon Hill est très populaire pour la marche.
La stratégie de base du conseil de district, approuvée en 2013, a placé plus de la moitié du développement du nouveau quartier d'East Dorset à Colehill; il comprend 630 maisons le long de Cranborne Road et 350 au sud de Leigh Road A31. En 2014, une partie importante de Colehill (y compris les nouveaux quartiers) a été désignée comme paroisse de Wimborne. En partie, les zones de compensation de Stapehill, à l'ouest du rond-point de Canford Bottom, ont été transférées de Ferndown à la paroisse de Colehill.
Les résidents notables de Colehill incluent Tim Berners Lee, l'inventeur du World Wide Web et l' acteur Michael Medwin. Le footballeur Roger Johnson a passé la majeure partie de son enfance dans le village. Le musicien Al Stewart a également grandi à Colehill. Le regretté John Batchelor, un illustrateur prolifique, a vécu à Colehill à partir de 1961.

## Politique
Il y a trois quartiers électoraux dans la paroisse (Colehill East, Colehill Hayes et Colehill West). Dans le nouveau conseil unitaire du Dorset (mai 2019), ces quartiers ont été fusionnés avec le quartier électoral de Wimborne Minster East pour former une circonscription électorale de deux membres (Colehill et Wimborne Minster East).
Colehill est devenu membre de la circonscription de Mid Dorset et North Poole aux élections générales de 2010.